# Bactrocera angustifasciata
Bactrocera angustifasciata är en tvåvingeart som beskrevs av Drew 1989. Bactrocera angustifasciata ingår i släktet Bactrocera och familjen borrflugor. Inga underarter finns listade.